# قطعنامه ۱۸۴ شورای امنیت
قطعنامه ۱۸۴ شورای امنیت سازمان ملل متحد که در تاریخ ۱۶ دسامبر ۱۹۶۳ تصویب شد، سندی بین‌المللی دربارهٔ پذیرش اعضای جدید سازمان ملل متحد: زنگبار است. این قطعنامه طی نشست ۱۰۸۴ام با ۱۱ موافق، ۰ مخالف و ۰ ممتنع تصویب شد.